# Err (Pyrénées-Orientales)
Pour les articles homonymes, voir Err.
Err   (en catalan Er ou anciennement Err) est une commune française située dans le sud-ouest du département des Pyrénées-Orientales, en région Occitanie. Sur le plan historique et culturel, la commune est dans la Cerdagne, une haute plaine à une altitude moyenne de 1 200 m d'altitude, qui s'étend d'est en ouest sur une quarantaine de kilomètres entre Mont-Louis et Bourg-Madame.
Exposée à un climat de montagne, elle est drainée par la Ribiera d'Err et par divers autres petits cours d'eau. Incluse dans le parc naturel régional des Pyrénées catalanes, la commune possède un patrimoine naturel remarquable : deux sites Natura 2000 (le « massif du Puigmal » et « Puigmal-Carança ») et quatre zones naturelles d'intérêt écologique, faunistique et floristique.
Err est une commune rurale qui compte 714 habitants en 2022, après avoir connu une forte hausse de la population depuis 1962. Ses habitants sont appelés les Errois ou  Erroises.

## Géographie

### Localisation
La commune d'Err se trouve dans le département des Pyrénées-Orientales, en région Occitanie et est frontalière avec l'Espagne (Catalogne).
Elle se situe à 76 km à vol d'oiseau de Perpignan, préfecture du département, et à 37 km de Prades, sous-préfecture.
Les communes les plus proches sont : 
Saillagouse (2,3 km), Sainte-Léocadie (2,5 km), Llo (3,0 km), Nahuja (3,5 km), Estavar (4,5 km), Osséja (5,1 km), Eyne (5,5 km), Valcebollère (5,9 km).
Sur le plan historique et culturel, Err fait partie de la région de la Cerdagne, une haute plaine à une altitude moyenne de 1 200 m d'altitude, qui s'étend d'est en ouest sur une quarantaine de kilomètres entre Mont-Louis et Bourg-Madame.

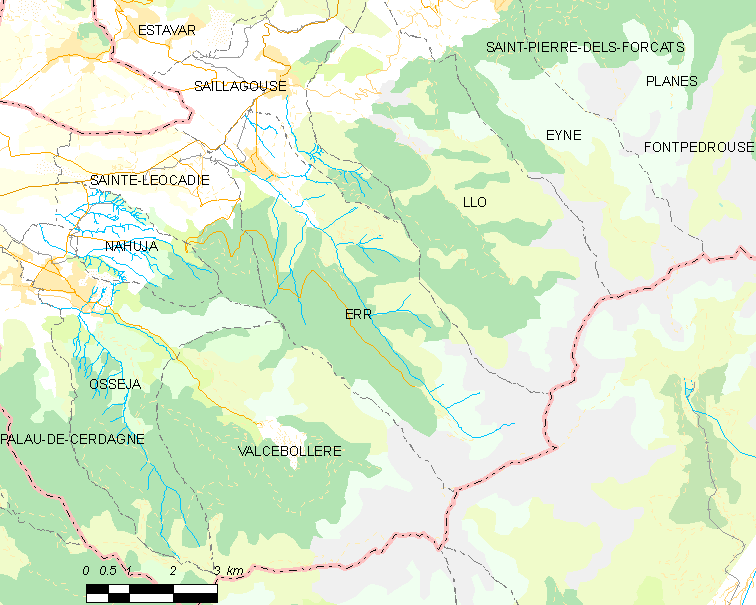
Situation de la commune.

| Sainte-Léocadie | Saillagouse  |                    |
| Osséja          | Err          | Llo                |
|                 | Valcebollère | Queralbs (Espagne) |

### Géologie et relief
Le point culminant de la commune est le Puigmal situé à 2 910 mètres d'altitude.
La commune est classée en zone de sismicité 4, correspondant à une sismicité moyenne.

### Hydrographie

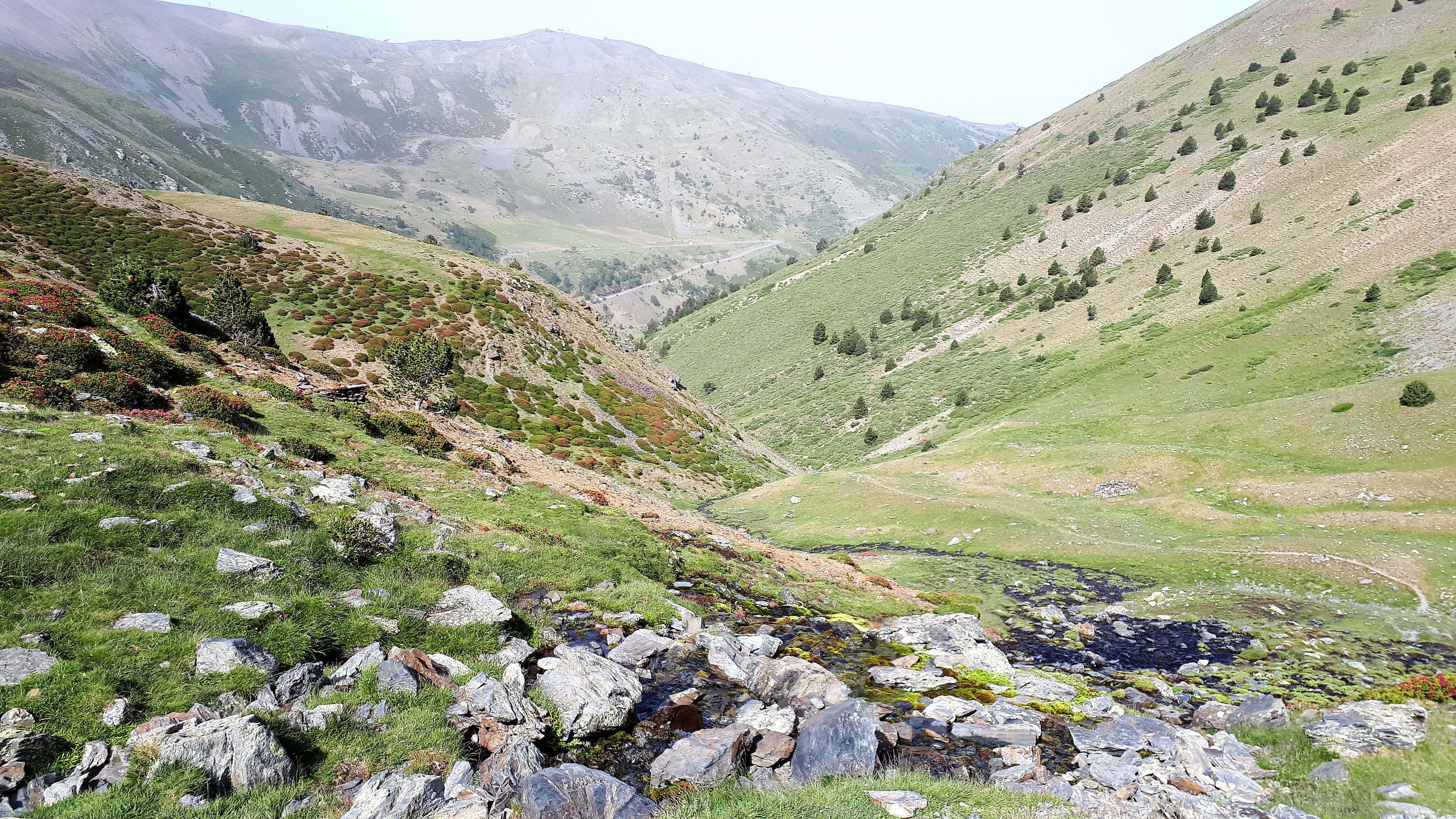
Source de la ribera d'Err au lieu-dit Aigua Neix

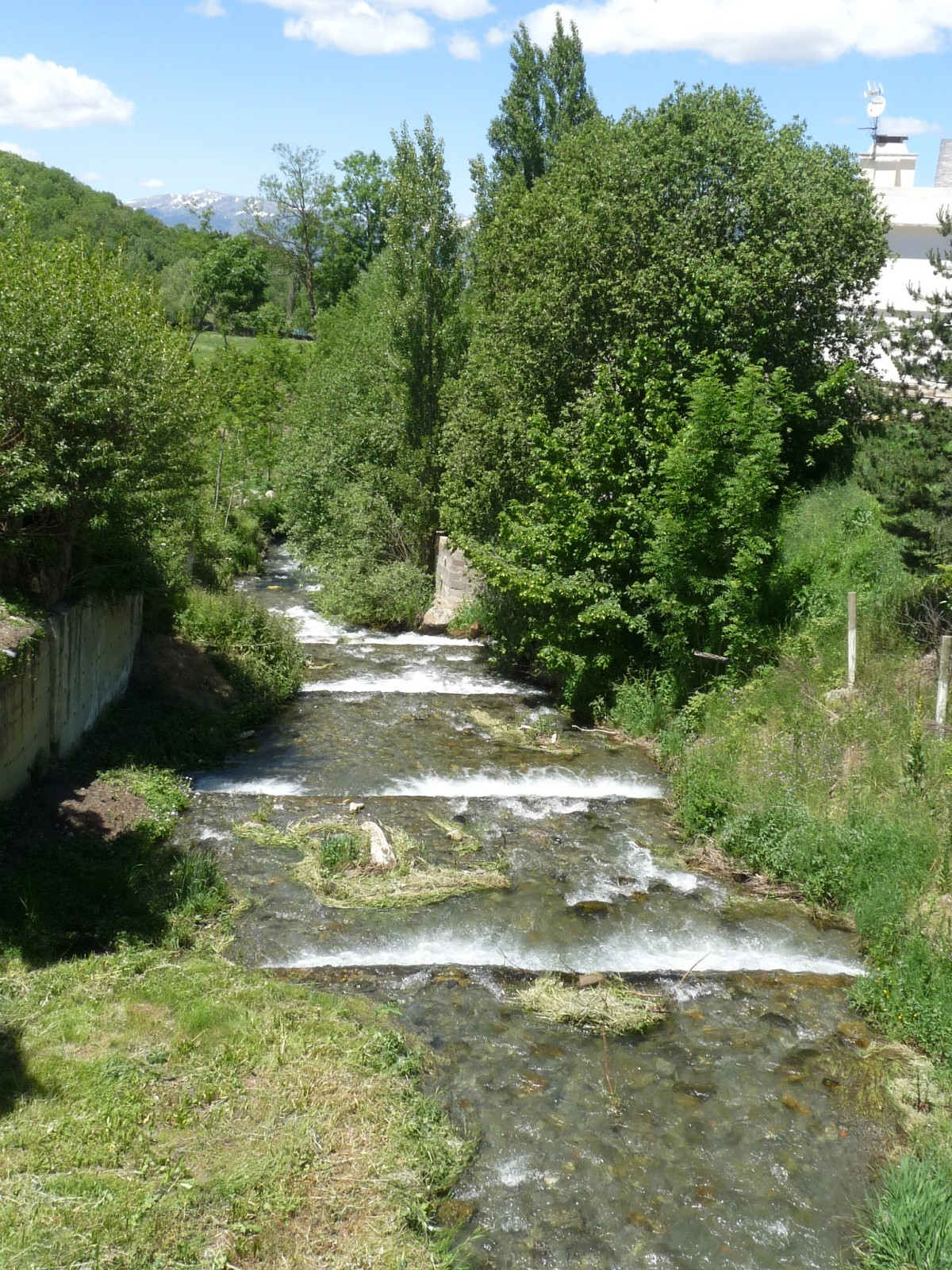
La Ribera d'Err, au pied du bourg.

La ribera d'Err  prend sa source sur le massif du Puigmal d'Err au lieu-dit Aigua Neix. Il traverse la commune en direction de l'enclave de Llívia et le Sègre (affluent de l'Èbre) dans lequel il se jette.
Un canal d'arrosage aujourd'hui géré par l'ASA Canal d'Err a été créé à la fin du XIXe siècle. Les premiers statuts datent de 1888.
Le canal permet l'irrigation des terrains agricoles constitués essentiellement des prairies situées sur le plateau entre Err et Saillagouse.

### Climat
Pour des articles plus généraux, voir Climat de l'Occitanie et Climat des Pyrénées-Orientales.
En 2010, le climat de la commune est de type climat des marges montargnardes, selon une étude du CNRS s'appuyant sur une série de données couvrant la période 1971-2000. En 2020, Météo-France publie une typologie des climats de la France métropolitaine dans laquelle la commune est exposée à un climat de montagne ou de marges de montagne et est dans la région climatique Pyrénées orientales, caractérisée par une faible pluviométrie, un très bon ensoleillement (2 600 h/an), un air sec, particulièrement en hiver et peu de brouillards.
Pour la période 1971-2000, la température annuelle moyenne est de 8 °C, avec une amplitude thermique annuelle de 15,2 °C. Le cumul annuel moyen de précipitations est de 723 mm, avec 6,2 jours de précipitations en janvier et 6,7 jours en juillet. Pour la période 1991-2020, la température moyenne annuelle observée sur la station météorologique la plus proche, située sur la commune de Formiguères à 20 km à vol d'oiseau, est de 7,6 °C et le cumul annuel moyen de précipitations est de 737,3 mm,. Pour l'avenir, les paramètres climatiques de la commune estimés pour 2050 selon différents scénarios d’émission de gaz à effet de serre sont consultables sur un site dédié publié par Météo-France en novembre 2022.

### Milieux naturels et biodiversité

#### Espaces protégés
La protection réglementaire est le mode d’intervention le plus fort pour préserver des espaces naturels remarquables et leur biodiversité associée,.
Dans ce cadre, la commune fait partie.
Un  espace protégé est présent sur la commune : 
le parc naturel régional des Pyrénées catalanes, créé en 2004 et d'une superficie de 139 062 ha, qui s'étend sur 66 communes du département. Ce territoire s'étage des fonds maraîchers et fruitiers des vallées de basse altitude aux plus hauts sommets des Pyrénées-Orientales en passant par les grands massifs de garrigue et de forêt méditerranéenne,.

#### Réseau Natura 2000

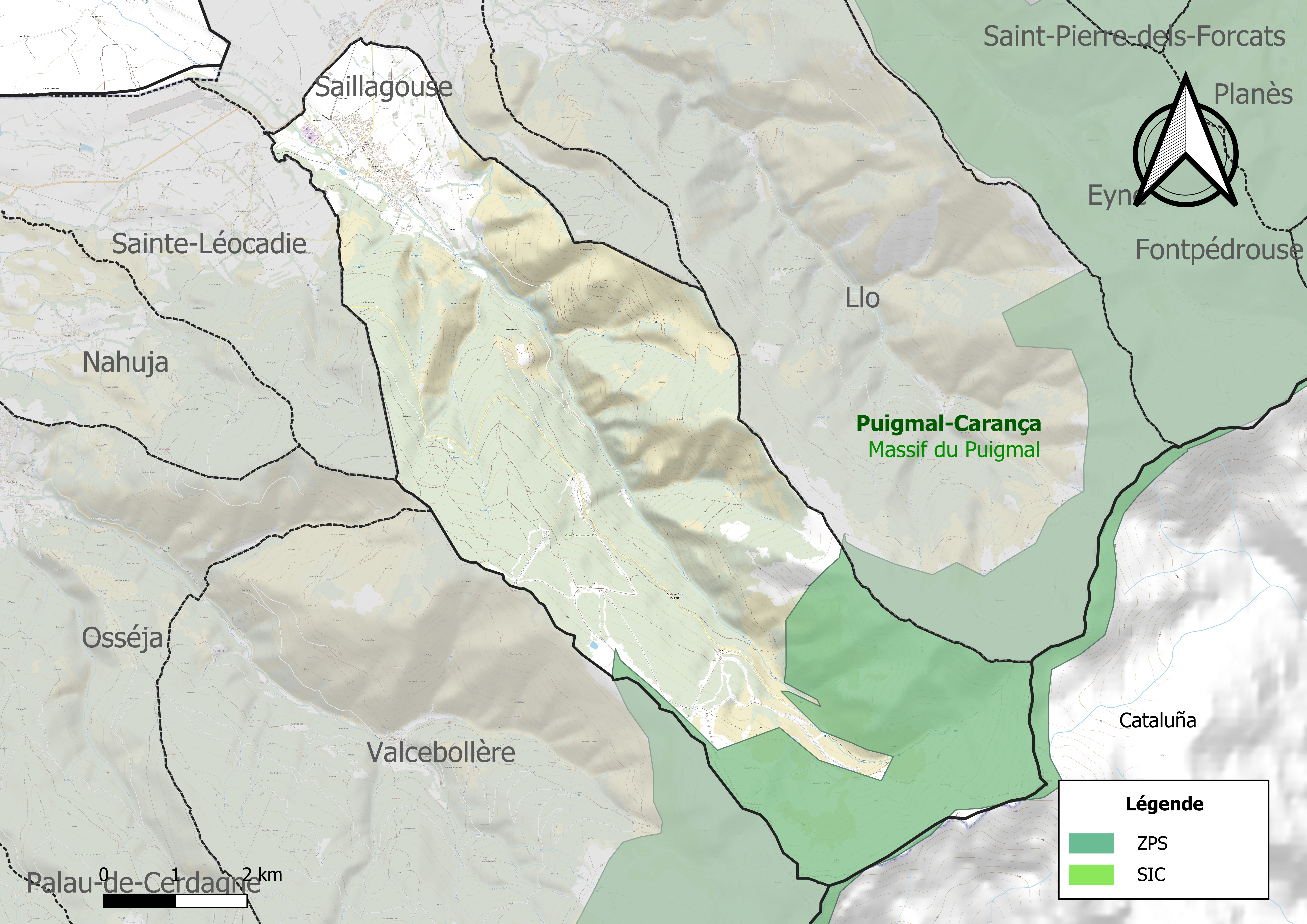
Site Natura 2000 sur le territoire communal.

Le réseau Natura 2000 est un réseau écologique européen de sites naturels d'intérêt écologique élaboré à partir des directives habitats et oiseaux, constitué de zones spéciales de conservation (ZSC) et de zones de protection spéciale (ZPS).
Un site Natura 2000 a été défini sur la commune au titre de la directive habitats.
- le « massif du Puigmal », d'une superficie de 8 784 ha, présence une richesse patrimoniale avec onze habitats naturels et deux espèces végétales au niveau régional. Ainsi la station de Botryche simple est très importante compte tenu du faible nombre de stations en France[21] et  au titre de la directive oiseaux[20]
- « puigmal-Carança », d'une superficie de 10 260 ha, un site qui a une responsabilité forte ou très forte pour cinq espèces d'oiseaux au niveau régional, dont le gypaète barbu[22].

#### Zones naturelles d'intérêt écologique, faunistique et floristique
L’inventaire des zones naturelles d'intérêt écologique, faunistique et floristique (ZNIEFF) a pour objectif de réaliser une couverture des zones les plus intéressantes sur le plan écologique, essentiellement dans la perspective d’améliorer la connaissance du patrimoine naturel national et de fournir aux différents décideurs un outil d’aide à la prise en compte de l’environnement dans l’aménagement du territoire.
Deux ZNIEFF de type 1 sont recensées sur la commune :
la « Haute vallée de Valcebolère » (1 435 ha), couvrant 2 communes du département et 
la « Haute vallée d'Err » (1 278 ha)
et deux ZNIEFF de type 2, : 
- la « Basse Cerdagne » (3 916 ha), couvrant 12 communes du département[26] ;
- les « chaine du Puigmal et vallées Adjacentes » (28 390 ha), couvrant 15 communes du département[27].

Carte des ZNIEFF de type 1 et 2 à Err.
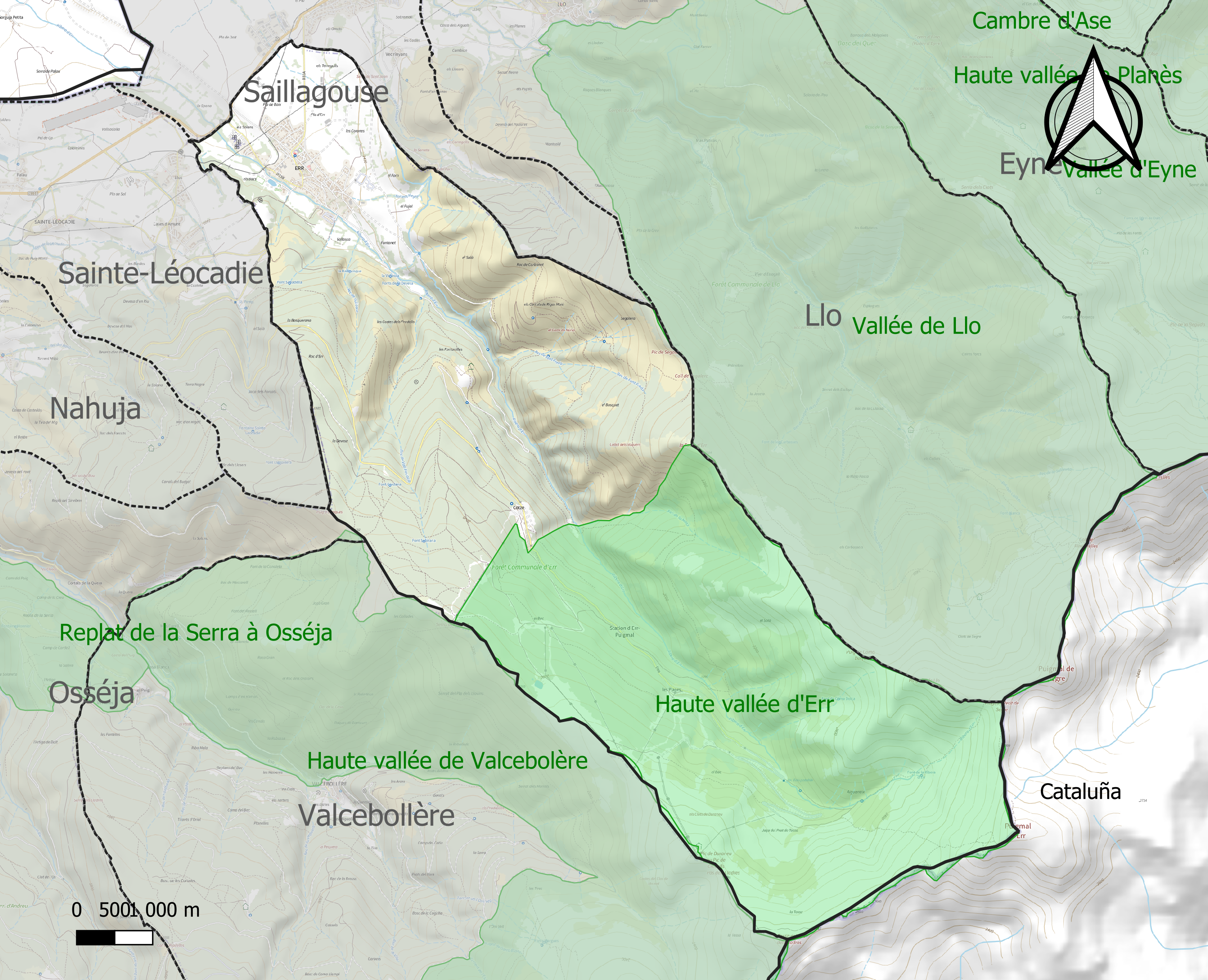
Carte des ZNIEFF de type 1 sur la commune.
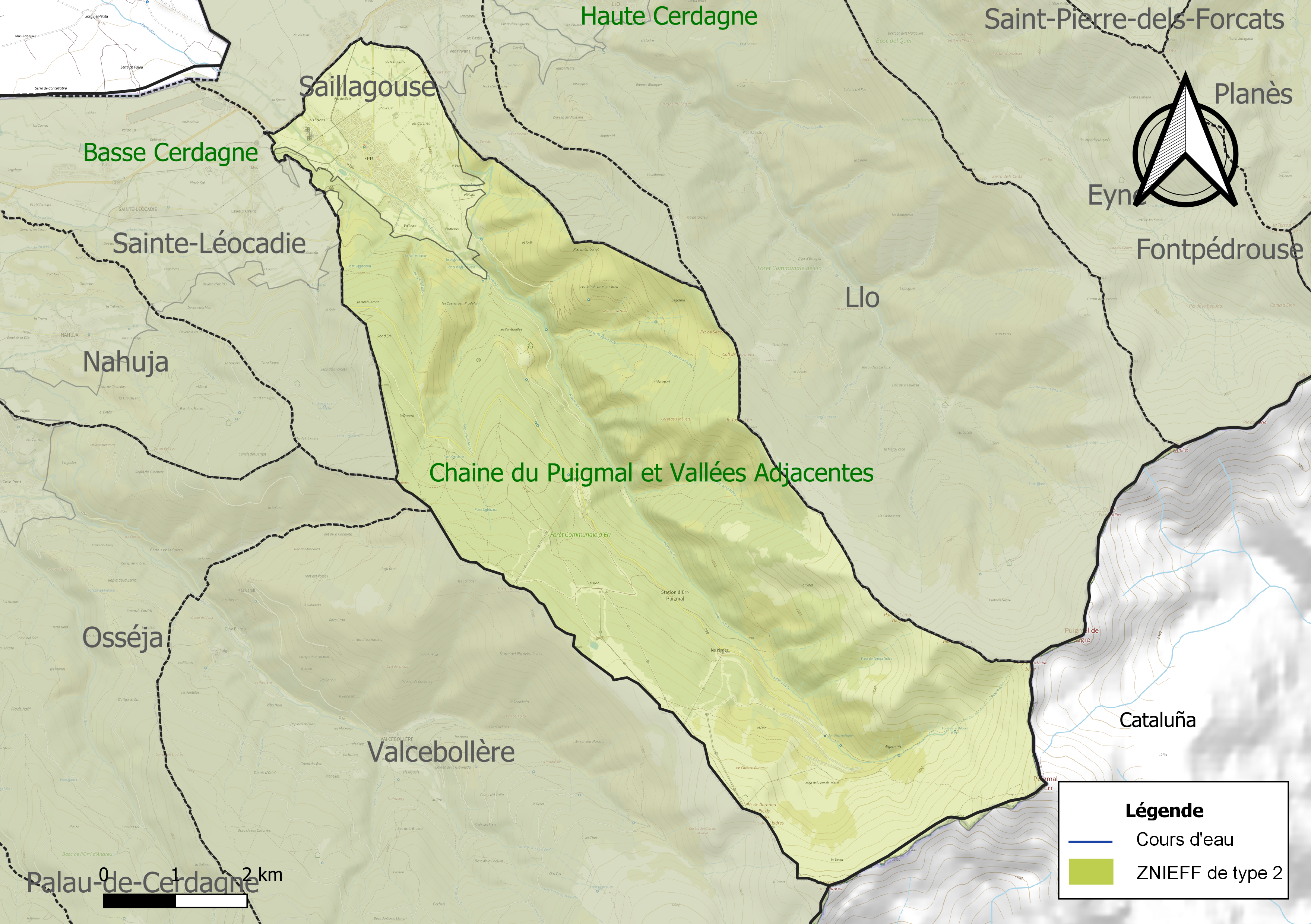
Carte des ZNIEFF de type 2 sur la commune.

## Urbanisme

### Typologie
Au 1er janvier 2024, Err est catégorisée commune rurale à habitat dispersé, selon la nouvelle grille communale de densité à sept niveaux définie par l'Insee en 2022.
Elle est située hors unité urbaine et hors attraction des villes,.

### Occupation des sols
L'occupation des sols de la commune, telle qu'elle ressort de la base de données européenne d’occupation biophysique des sols Corine Land Cover (CLC), est marquée par l'importance des forêts et milieux semi-naturels (88,8 % en 2018), une proportion identique à celle de 1990 (88,8 %). La répartition détaillée en 2018 est la suivante : 
forêts (36,6 %), espaces ouverts, sans ou avec peu de végétation (27,3 %), milieux à végétation arbustive et/ou herbacée (24,9 %), prairies (6 %), zones agricoles hétérogènes (3,3 %), zones urbanisées (1,9 %). L'évolution de l’occupation des sols de la commune et de ses infrastructures peut être observée sur les différentes représentations cartographiques du territoire : la carte de Cassini (XVIIIe siècle), la carte d'état-major (1820-1866) et les cartes ou photos aériennes de l'IGN pour la période actuelle (1950 à aujourd'hui).

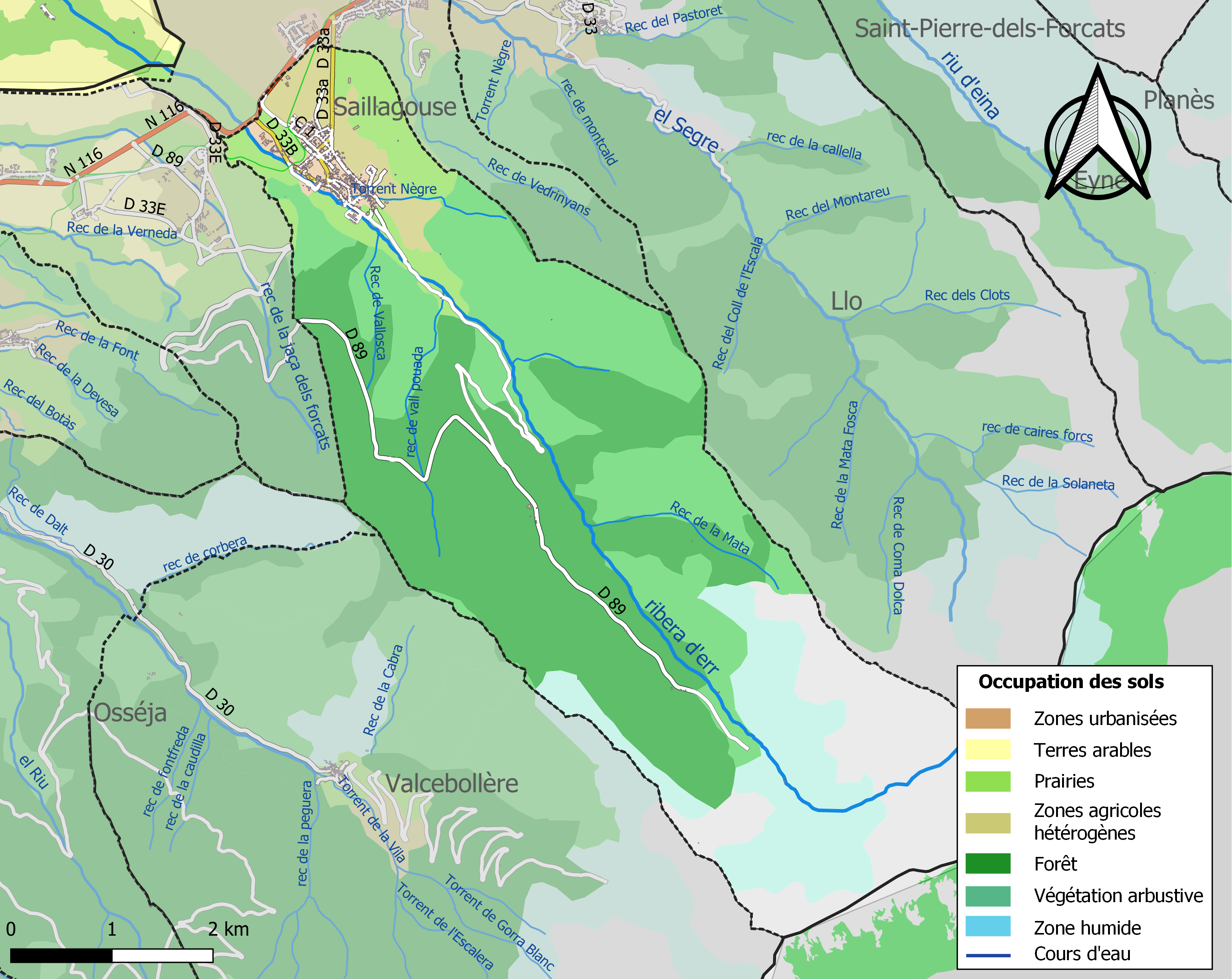
Carte des infrastructures et de l'occupation des sols de la commune en 2018 (CLC).

### Voies de communication et transports

#### Voies routières
La Commune est traversée par la route départementale RD33 et est bordée par la RN 116 qui relie les villes de Perpignan et Bourg-Madame.

#### Voies ferroviaires
Le Train jaune qui circule sur la ligne de Cerdagne dessert le village depuis 1910.

#### Transports
La ligne 560 du réseau régional liO relie la commune à la gare de Perpignan depuis Porté-Puymorens.

### Risques majeurs
Le territoire de la commune d'Err est vulnérable à différents aléas naturels : inondations, climatiques (grand froid ou canicule), feux de forêts, mouvements de terrains et séisme (sismicité moyenne). Il est également exposé à un risque particulier, le risque radon,.

#### Risques naturels
Certaines parties du territoire communal sont susceptibles d’être affectées par le risque d’inondation par crue torrentielle de cours d'eau du bassin du Sègre.
Les mouvements de terrains susceptibles de se produire sur la commune sont soit des mouvements liés au retrait-gonflement des argiles, soit des glissements de terrains, soit des chutes de blocs. Une cartographie nationale de l'aléa retrait-gonflement des argiles permet de connaître les sols argileux ou marneux susceptibles vis-à-vis de ce phénomène.

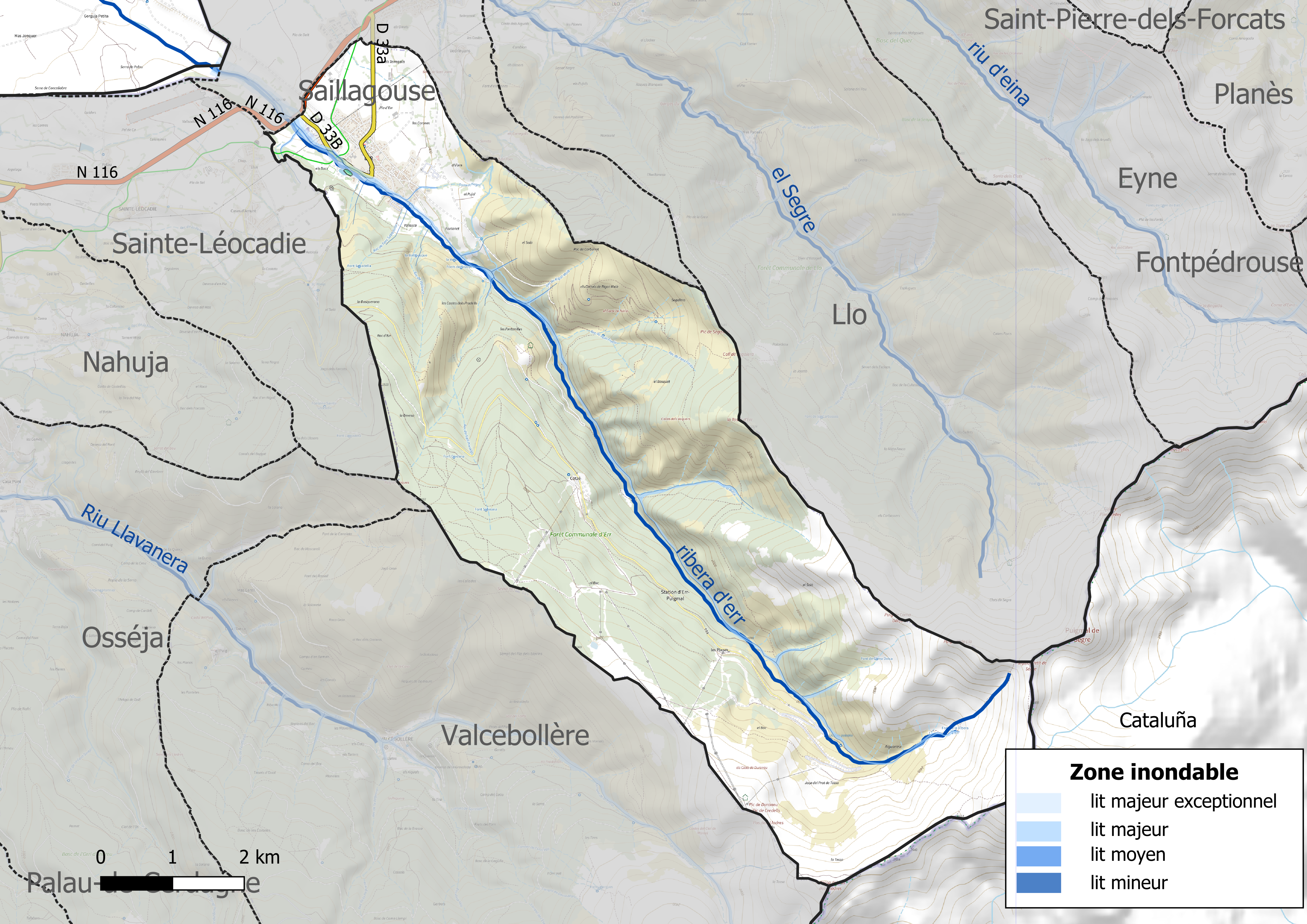
Carte des zones inondables.
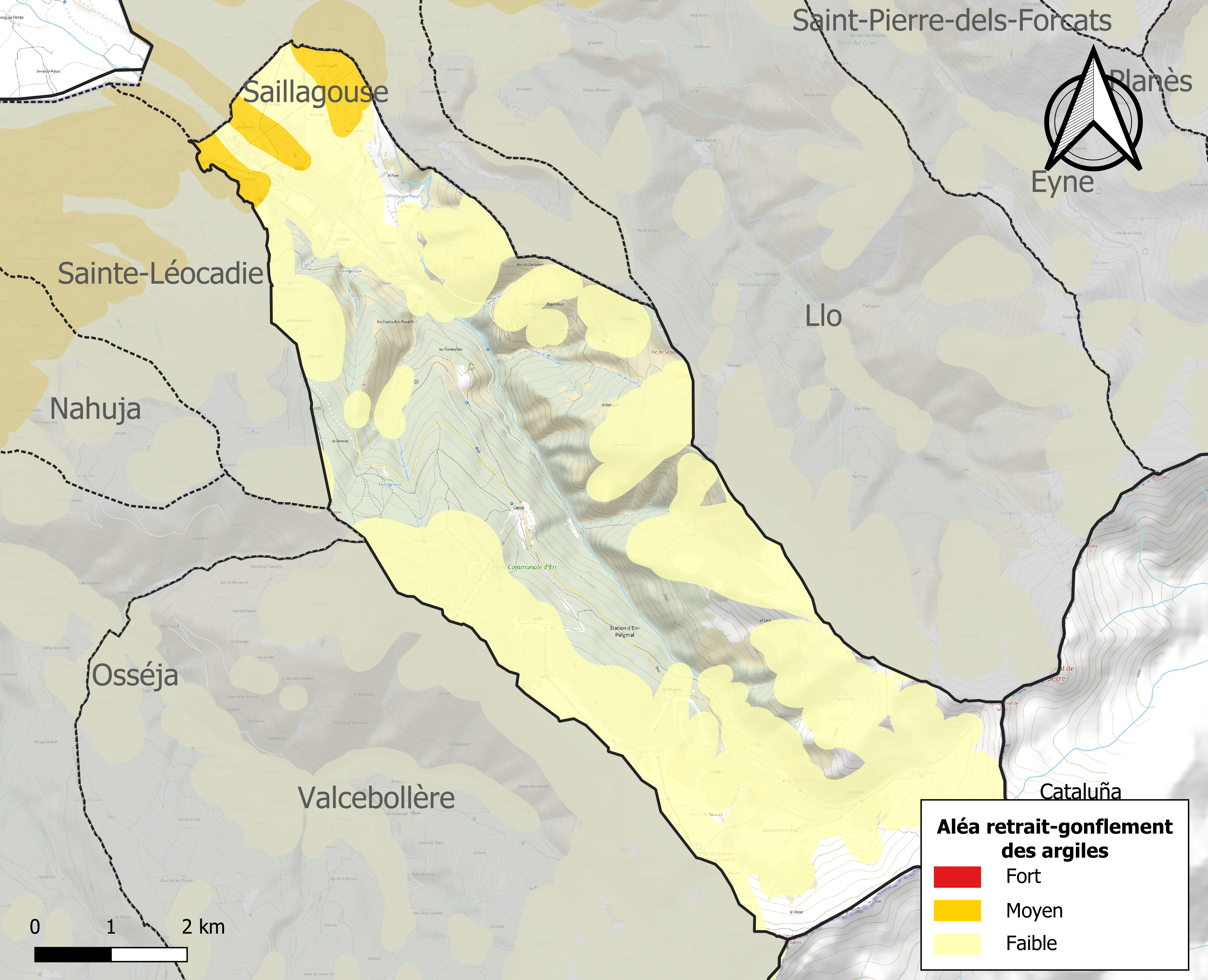
Carte des zones d'aléa retrait-gonflement des argiles.

#### Risque particulier
Dans plusieurs parties du territoire national, le radon, accumulé dans certains logements ou autres locaux, peut constituer une source significative d’exposition de la population aux rayonnements ionisants. Toutes les communes du département sont concernées par le risque radon à un niveau plus ou moins élevé. Selon la classification de 2018, la commune d'Err est classée en zone 2, à savoir zone à potentiel radon faible mais sur lesquelles des facteurs géologiques particuliers peuvent faciliter le transfert du radon vers les bâtiments.

## Toponymie
En catalan, le nom de la commune est Er, prononcé [ˈer], voire localement [ˈert]. Tout de fois, certains écrivains catalans, comme Lluís Basseda, utilisent la graphie Err du fait que ce double r final est unique dans l'aire catalane et comme témoin des racines très anciennes de ce mot.
Le nom du village apparaît pour la première fois dans un texte de 839 sous la forme Ezerre. Il est, au cours des siècles, peu à peu transformé, ainsi le XIe siècle voit les formes Ezer, Edzer, Ederr, Herr et même Aher. À partir du XIIIe siècle, Err et Er prennent le dessus. Son origine est mal connue, mais les spécialistes s'accordent pour les faire remonter à avant l'arrivée du latin et des langues celtes dans la région.

## Politique et administration
À compter des élections départementales de 2015, la commune est incluse dans le nouveau canton des Pyrénées catalanes.

### Administration municipale

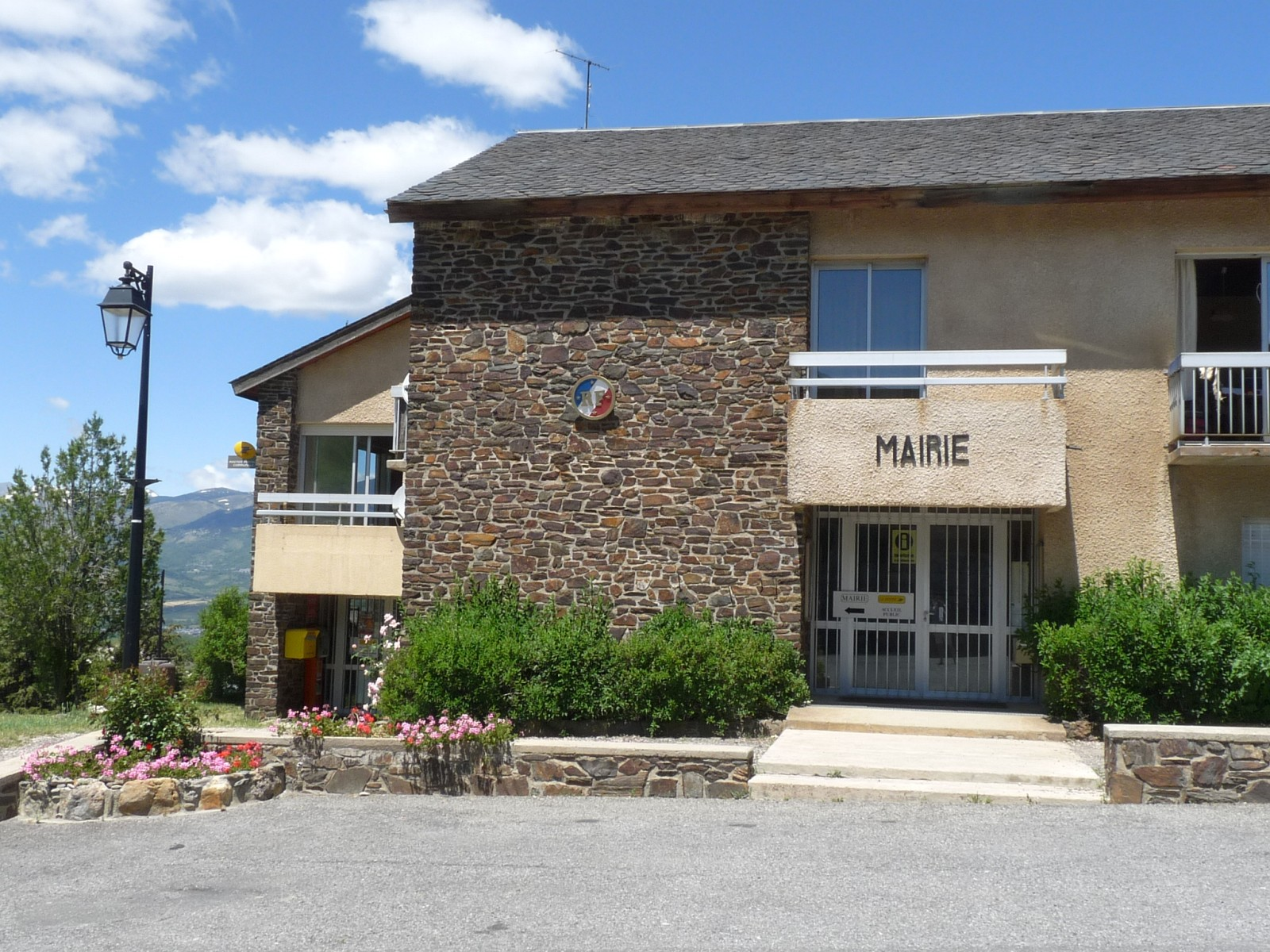
La mairie.

### Liste des maires
| Période | Période  | Identité                | Étiquette      | Qualité            |
| ------- | -------- | ----------------------- | -------------- | ------------------ |
| 1792    | 1794     | Jean Altéza             |                |                    |
| 1794    | 1794     | François Vilar          |                |                    |
| 1794    | 1796     | François Colomer        |                |                    |
| 1796    | 1802     | Sauveur Girbès Torb     |                |                    |
| 1802    | 1816     | François Colomer Giralt |                |                    |
| 1816    | 1824     | Laurent Vigo            |                |                    |
| 1824    | 1830     | Bonaventure Vigo        |                |                    |
| 1830    | 1830     | Sauveur Colomer         |                |                    |
| 1830    | 1833     | Joseph Auté             |                |                    |
| 1833    | 1835     | François Aymard         |                |                    |
| 1835    | 1838     | Abdon Girbès            |                |                    |
| 1838    | 1848     | Antoine Vigo Moreno     |                |                    |
| 1848    | 1852     | Sauveur Girbès          |                |                    |
| 1852    | 1860     | Antoine Vigo Moreno     |                |                    |
| 1860    | 1867     | François de Girvès      |                |                    |
| 1867    | 1870     | Joseph Coll             |                |                    |
| 1870    | 1874     | Pierre Arro             |                |                    |
| 1874    | 1876     | Étienne Auté            |                |                    |
| 1876    | 1877     | François Garrete        |                |                    |
| 1877    | 1878     | Joseph fils Durand      |                |                    |
| 1878    | 1888     | François Garrete        |                |                    |
| 1888    | 1889     | Georges Llédos          |                |                    |
| 1889    | 1920     | Pierre Autet            |                |                    |
| 1920    | 1929     | Joseph Autet            |                |                    |
| 1929    | 1943     | Barthélémy Llédos       |                |                    |
| 1943    | 1945     | Jacques Bonnet          |                |                    |
| 1945    | 1951     | Barthélémy Llédos       |                |                    |
| 1951    | 1953     | Bonaventure Auté        |                |                    |
| 1953    | 1971     | Sauveur Farré           |                |                    |
| 1971    | 1974     | Gaudérique Malet        |                |                    |
| 1974    | 1977     | André Llédos            |                |                    |
| 1977    | 1983     | Jacques Noëll           |                |                    |
| 1983    | 2020     | Raymond Pouget,         | Sans étiquette | Boucher-charcutier |
| 2020    | En cours | Isidore Peyrato         |                |                    |

## Population et société

### Démographie ancienne
La population est exprimée en nombre de feux (f) ou d'habitants (H).
| 1365 | 1378 | 1515 | 1709 | 1720 | 1767  | 1774  | 1788  | 1789  |
| ---- | ---- | ---- | ---- | ---- | ----- | ----- | ----- | ----- |
| 35 f | 27 f | 17 f | 58 f | 84 f | 524 H | 130 f | 636 H | 150 f |

### Démographie contemporaine
L'évolution du nombre d'habitants est connue à travers les recensements de la population effectués dans la commune depuis 1793. Pour les communes de moins de 10 000 habitants, une enquête de recensement portant sur toute la population est réalisée tous les cinq ans, les populations de référence des années intermédiaires étant quant à elles estimées par interpolation ou extrapolation. Pour la commune, le premier recensement exhaustif entrant dans le cadre du nouveau dispositif a été réalisé en 2006.

En 2022, la commune comptait 714 habitants, en évolution de +5,78 % par rapport à 2016 (Pyrénées-Orientales : +3,92 %, France hors Mayotte : +2,11 %).
| 1793 | 1800 | 1806 | 1821 | 1831 | 1836 | 1841 | 1846 | 1851 |
| ---- | ---- | ---- | ---- | ---- | ---- | ---- | ---- | ---- |
| 600  | 592  | 672  | 665  | 734  | 736  | 714  | 737  | 801  |

| 1856 | 1861 | 1866 | 1872 | 1876 | 1881 | 1886 | 1891 | 1896 |
| ---- | ---- | ---- | ---- | ---- | ---- | ---- | ---- | ---- |
| 728  | 767  | 738  | 685  | 689  | 672  | 640  | 610  | 547  |

| 1901 | 1906 | 1911 | 1921 | 1926 | 1931 | 1936 | 1946 | 1954 |
| ---- | ---- | ---- | ---- | ---- | ---- | ---- | ---- | ---- |
| 514  | 501  | 441  | 392  | 362  | 323  | 310  | 318  | 302  |

| 1962 | 1968 | 1975 | 1982 | 1990 | 1999 | 2006 | 2011 | 2016 |
| ---- | ---- | ---- | ---- | ---- | ---- | ---- | ---- | ---- |
| 267  | 352  | 370  | 408  | 398  | 551  | 613  | 625  | 675  |

| 2021 | 2022 | - | - | - | - | - | - | - |
| ---- | ---- | - | - | - | - | - | - | - |
| 699  | 714  | - | - | - | - | - | - | - |

| selon la population municipale des années : | 1968 | 1975 | 1982 | 1990 | 1999 | 2006 | 2009 | 2013 |
| Rang de la commune dans le département      | 116  | 100  | 105  | 107  | 101  | 99   | 101  | 105  |
| Nombre de communes du département           | 232  | 217  | 220  | 225  | 226  | 226  | 226  | 226  |

### Enseignement
L'école est un regroupement pédagogique intercommunal entre Err et Estavar. Err accueille l'école primaire de la maternelle au CP, et Estavar l'école élémentaire du CE1 au CM2. L'école est située en haut du bourg près de la mairie.
Le secteur du collège est Bourg-Madame.

### Manifestations culturelles et festivités
- Fêtes patronales : 24 juin et 25 août[50] ;
- Fête communale : dernier dimanche de juillet[50] ;
- Pèlerinage à la chapelle Notre-Dame d'Err : 2 juillet[50].

### Santé
- Le GCS Pôle Sanitaire Cerdan est un établissement de santé composé de 97 lits et qui dispose de deux services moyen séjour de soins de suite et réadaptation ainsi que d'une unité de soins de longue durée.
- L'EHPAD Rose de Montella est une maison de retraite qui dispose de 75 lits. Cet établissement est situé au 9 Cami de la Ribereta et jouxte le Pôle Sanitaire Cerdan.
- Le SSIAD Cerdagne Capcir (Service de soins infirmiers à domicile) assure, sur prescription médicale, des soins infirmiers. Il est installé dans les locaux de la maison de retraite Rose de montella.

## Économie

### Revenus
En 2018, la commune compte 231 ménages fiscaux, regroupant 519 personnes. La médiane du revenu disponible par unité de consommation est de 20 500 € (19 350 € dans le département).

### Emploi
|                | 2008   | 2013   | 2018   |
| -------------- | ------ | ------ | ------ |
| Commune        | 3,7 %  | 4,3 %  | 10,2 % |
| Département    | 10,3 % | 12,9 % | 13,3 % |
| France entière | 8,3 %  | 10 %   | 10 %   |

En 2018, la population âgée de 15 à 64 ans s'élève à 370 personnes, parmi lesquelles on compte 81,2 % d'actifs (71 % ayant un emploi et 10,2 % de chômeurs) et 18,8 % d'inactifs,. En  2018, le taux de chômage communal (au sens du recensement) des 15-64 ans est inférieur à celui du département, mais supérieur à celui de la France, alors qu'en 2008 il était inférieur à celui de la France.
La commune est hors attraction des villes,. Elle compte 282 emplois en 2018, contre 219 en 2013 et 224 en 2008. Le nombre d'actifs ayant un emploi résidant dans la commune est de 267, soit un indicateur de concentration d'emploi de 105,6 % et un taux d'activité parmi les 15 ans ou plus de 53 %.
Sur ces 267 actifs de 15 ans ou plus ayant un emploi, 78 travaillent dans la commune, soit 29 % des habitants. Pour se rendre au travail, 85,8 % des habitants utilisent un véhicule personnel ou de fonction à quatre roues, 1,5 % les transports en commun, 7,9 % s'y rendent en deux-roues, à vélo ou à pied et 4,8 % n'ont pas besoin de transport (travail au domicile).

### Activités hors agriculture

#### Secteurs d'activités
65 établissements sont implantés  à Err au 31 décembre 2019. Le tableau ci-dessous en détaille le nombre par secteur d'activité et compare les ratios avec ceux du département,.
| Secteur d'activité                                                                                        | Commune | Commune | Département |
| Secteur d'activité                                                                                        | Nombre  | %       | %           |
| --- | ------- | ------- | ----------- |
| Ensemble                                                                                                  | 65      |         |             |
| Industrie manufacturière, industries extractives et autres                                                | 8       | 12,3 %  | (8,7 %)     |
| Construction                                                                                              | 13      | 20 %    | (14,3 %)    |
| Commerce de gros et de détail, transports, hébergement et restauration                                    | 22      | 33,8 %  | (30,5 %)    |
| Activités immobilières                                                                                    | 2       | 3,1 %   | (6,2 %)     |
| Activités spécialisées, scientifiques et techniques et activités de services administratifs et de soutien | 8       | 12,3 %  | (13 %)      |
| Administration publique, enseignement, santé humaine et action sociale                                    | 6       | 9,2 %   | (13,9 %)    |
| Autres activités de services                                                                              | 6       | 9,2 %   | (8,5 %)     |

Le secteur du commerce de gros et de détail, des transports, de l'hébergement et de la restauration est prépondérant sur la commune puisqu'il représente 33,8 % du nombre total d'établissements de la commune (22 sur les 65 entreprises implantées  à Err), contre 30,5 % au niveau départemental.

### Agriculture
|               | 1988 | 2000 | 2010 | 2020 |
| ------------- | ---- | ---- | ---- | ---- |
| Exploitations | 5    | 4    | 5    | 5    |
| SAU (ha)      | 228  | 161  | 192  | 230  |

La commune est dans la Cerdagne, une petite région agricole située à l'extrême ouest du département des Pyrénées-Orientales. En 2020, l'orientation technico-économique de l'agriculture  sur la commune est l'élevage de bovins, pour la viande. Cinq exploitations agricoles ayant leur siège dans la commune sont dénombrées lors du recensement agricole de 2020 (cinq en 1988). La superficie agricole utilisée est de 230 ha,,.

## Culture locale et patrimoine

### Monuments et lieux touristiques
- L'église paroissiale Saint-Génis ( Inscrit MH (1993)), est construite au XIIe siècle et reconstruite aux XVIIIe et XIXe siècles ;
- La chapelle Notre-Dame ( Inscrit MH (1993)), église d'origine romane et reconstruite au XVIIIe siècle, est située à  50 m de l'église paroissiale ;
- Station de ski Err-Puigmal, au pied du Puigmal ;
- Piscine d'été et espace ludique.

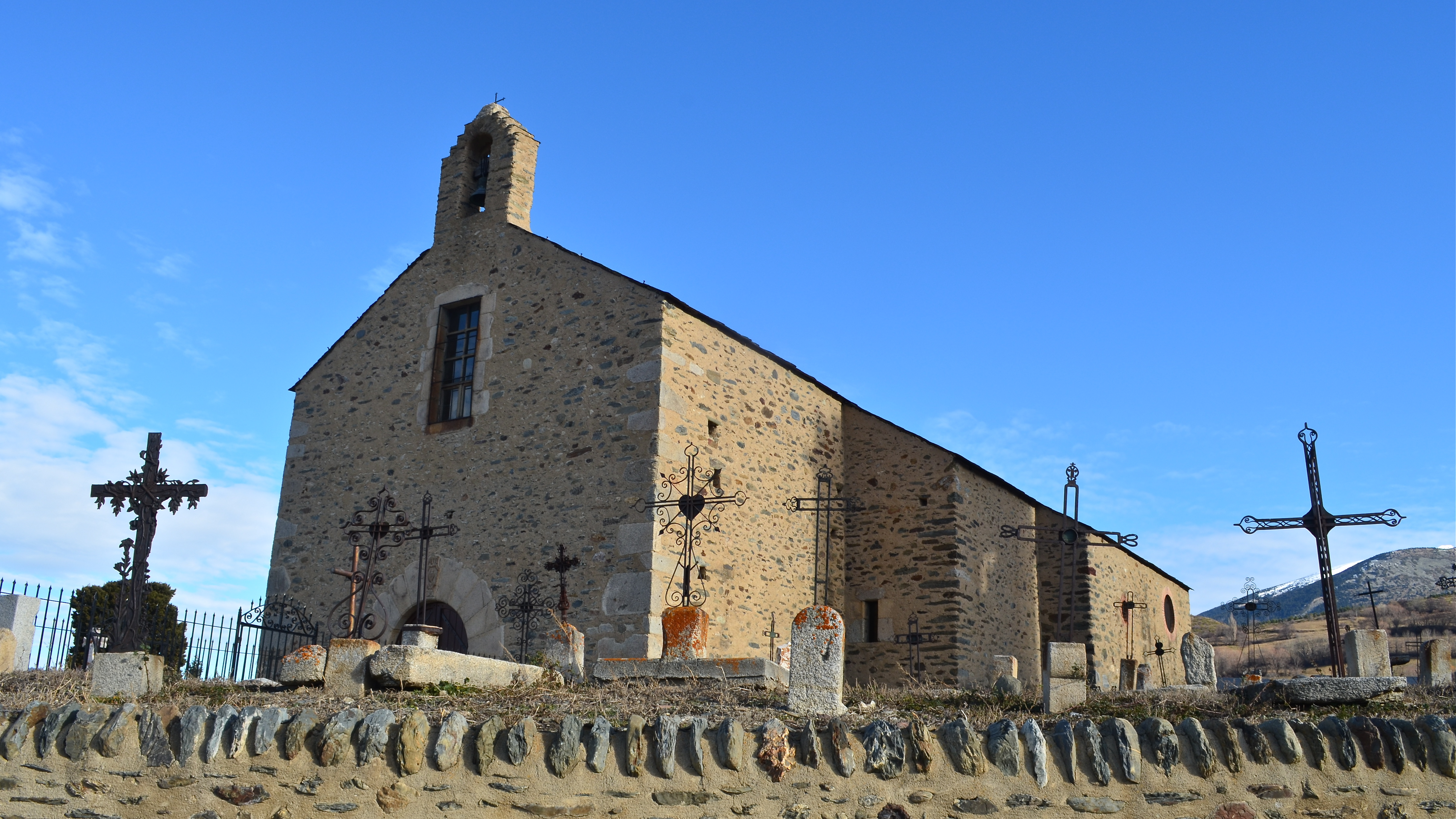
L'église Saint-Genis.
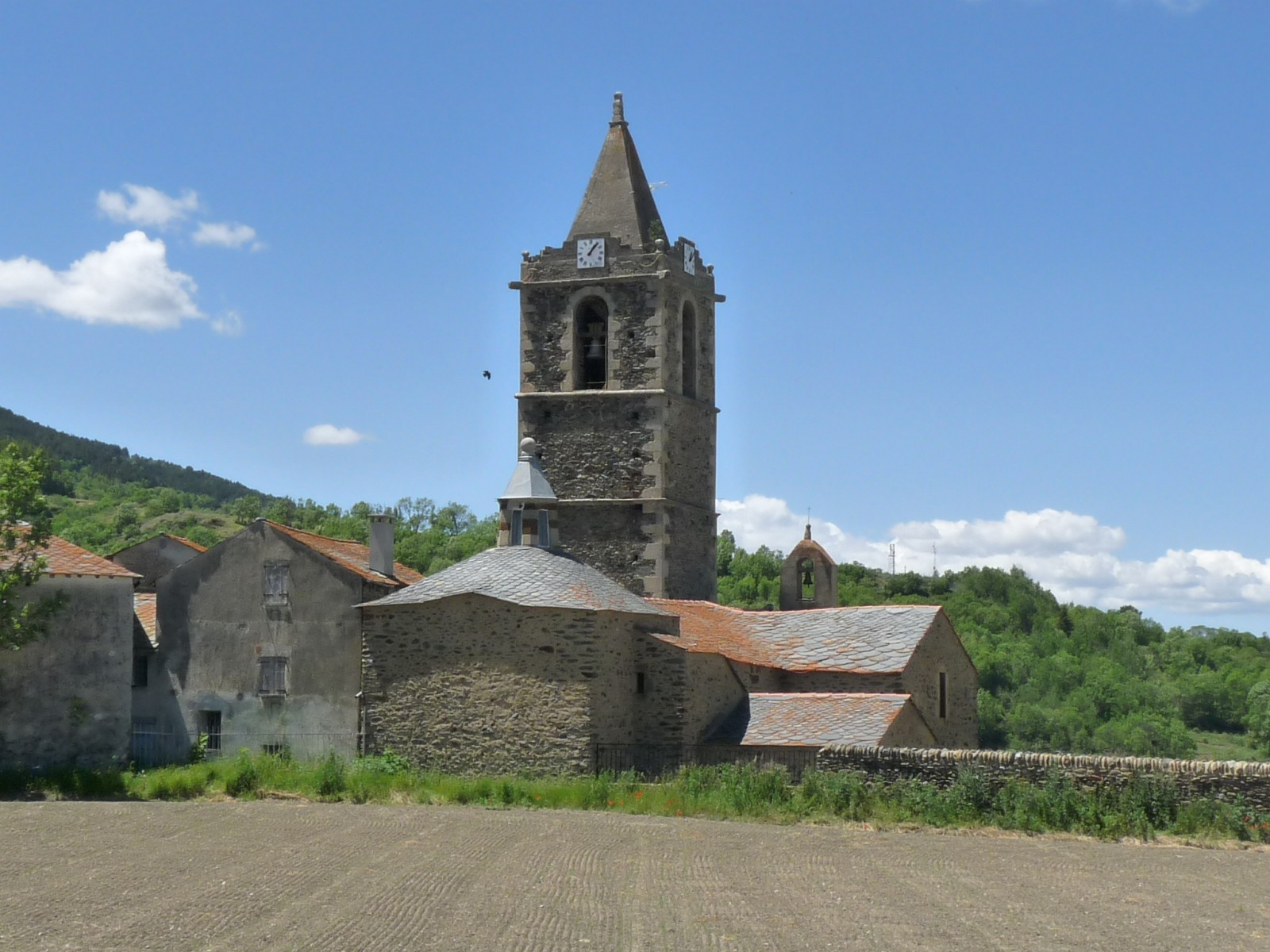
La chapelle Notre-Dame.
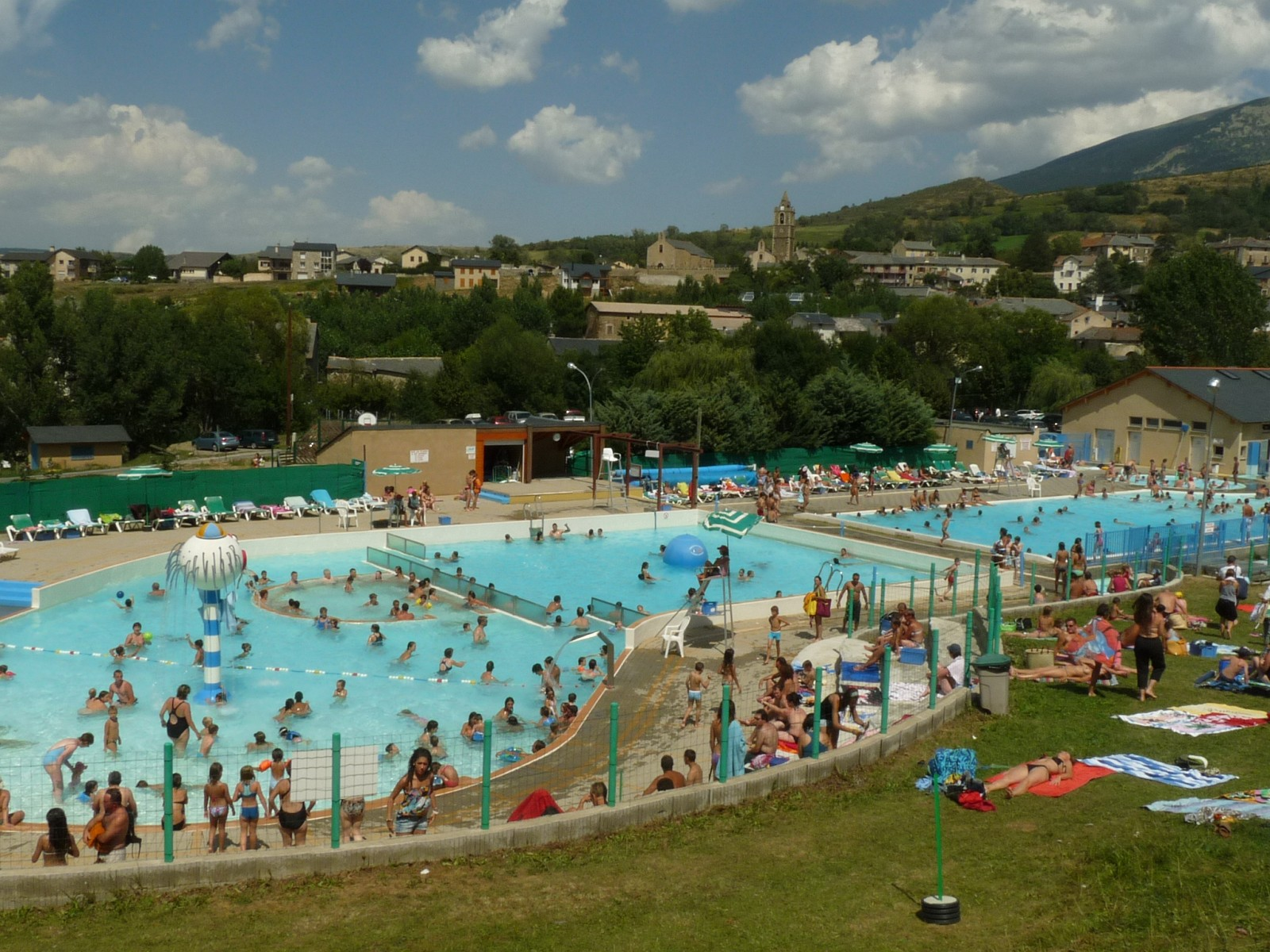
La piscine d'Err, au pied du bourg.